# Juan Schiaffino
Juan Alberto Schiaffino Villano (* 28. Juli 1925 in Montevideo; † 13. November 2002 ebenda) war ein uruguayisch-italienischer Fußballspieler.

## Spielerkarriere
Der Sohn italienischer Einwanderer begann sehr früh mit dem Fußball. Sein älterer Bruder Raúl Schiaffino wurde ebenfalls Fußballprofi. Schon mit 18 Jahren (ab 1943) spielte Juan bei Serienmeister Peñarol Montevideo. Dort entwickelte sich der Dribbelkünstler schnell zum Stammspieler und debütierte am 9. Januar 1946 für Uruguay beim nach 78 Minuten beim Stand von 1:1 abgebrochenen Spiel der Copa Rio Branco gegen Brasilien. Mit seinem Verein gewann er 1949, 1951, 1953 und 1954 die Uruguayische Fußballmeisterschaft und beherrschte mit dem großen Lokalrivalen Nacional Montevideo die nationale Liga nach Belieben. 
Den Höhepunkt seiner internationalen Karriere bildete ohne Zweifel die Fußball-Weltmeisterschaft 1950 in Brasilien. Schiaffino war neben seinen Mannschaftskameraden von Peñarol Alcides Ghiggia und Míguez der beste Spieler Uruguays bei dieser WM. Das Trio führte die Mannschaft zum Sieg im entscheidenden Spiel gegen Brasilien. Die Brasilianer gingen in Führung, doch Schiaffino schoss in der 66. Minute den Ausgleich und Ghiggia gelang in der 79. Minute der 2:1-Siegtreffer. Durch diesen historischen Sieg Uruguays im berühmten Maracanã-Stadion war Uruguay zum zweiten Mal Fußball-Weltmeister. 
Vier Jahre später, bei der Fußball-Weltmeisterschaft 1954 in der Schweiz, kam Schiaffino mit Uruguay bis ins Halbfinale gegen Ungarn. Seine Mannschaft erkämpfte nach einem 0:2-Rückstand noch ein 2:2, musste das Spiel dann aber doch noch mit 2:4 verloren geben. Im Spiel um den dritten Platz verlor Uruguay am 3. Juli 1954 gegen Österreich mit 1:3. Dies war zugleich der letzte seiner 21 Länderspieleinsätze in der Celeste, bei denen er insgesamt zehn Treffer erzielte. Hinzu kommen zwei weitere Nationalmannschaftseinsätze gegen Argentinien (29. Dezember 1945 und 5. Dezember 1948), die jedoch nicht als vollwertige Länderspiele gezählt werden.
Nach dieser WM wechselte Schiaffino für den damaligen Transferweltrekord von 72.000 Pfund Sterling nach Europa und schloss sich der italienischen Spitzenmannschaft AC Mailand an. Dort spielte er gemeinsam mit Cesare Maldini, Nils Liedholm und Torjäger Gunnar Nordahl. Er debütierte im September 1954 im Serie-A-Spiel gegen die US Triestina und schoss prompt zwei Tore. Schiaffino agierte in Italien im Mittelfeld als Spielmacher und Ballverteiler, blieb aber weiterhin torgefährlich. Er war auch in Europa weiter erfolgreich und gewann mit den Rossoneri 1955, 1957 und 1959 den Scudetto und 1956 den Coppa Italia. 1958 war der AC Mailand die einzige europäische Mannschaft, die Real Madrid in einem Endspiel um den Europapokal der Landesmeister an den Rand einer Niederlage brachte. Mailand verlor das Endspiel in Brüssel mit 2:3 nach Verlängerung.
Von 1954 bis 1958 spielte er für die italienische Fußballnationalmannschaft, kam aber lediglich auf vier Einsätze für das Heimatland seiner Eltern.
Mit 35 Jahren verließ er 1960 Milan und schloss sich dem AS Rom an, wo er noch bis 1962 als Libero spielte. Hier traf er auch mit seinem alten Vereinskameraden Alcides Ghiggia zusammen und beide gewannen 1961 mit der Roma den Messestädte-Pokal.

## Trainerlaufbahn
1974/75 betreute er die Nationalmannschaft Uruguays kurzzeitig als Trainer. Zu Beginn der Spielzeit 1976 übernahm er das Traineramt bei Peñarol und bezog federführend ein Nachwuchskonzept unter Einbindung der Jugendmannschaften und einer Fußballschule in seine Tätigkeit mit ein. Nach dem 2:2-Unentschieden in der Primera División am 3. Juli 1976 gegen den Club Atlético Cerro wurde er durch Roque Máspoli ersetzt.